# Cosquín Rock 2018
Cosquín Rock 2018 fue la decimoctava edición del festival Cosquín Rock, realizado en Santa María de Punilla, provincia de Córdoba (Argentina).
El 12 de diciembre a las 12 h. ("12 del 12 a las 12") fue revelada la grilla, casi en su totalidad. El 29 de diciembre se anunció la sorpresa, la banda californiana The Offspring, como el número fuerte del festival. Los cierres estarán a cargo de Las Pastillas del Abuelo – en la noche del 10 de febrero – y Los Gardelitos – en la segunda noche del festival.
En su nueva edición, el festival ofrecerá alrededor de 200 propuestas musicales extendidas a lo largo dos días, con un amplio abanico estilístico. Además contará con freestyle motocross, parkour, palestra, boulder, acrotela, skateboarding, cheerleading y fútbol freestyle.

## Grilla
| Sábado 10 de febrero           | Sábado 10 de febrero      | Sábado 10 de febrero | Sábado 10 de febrero         | Sábado 10 de febrero                    | Sábado 10 de febrero           |
| Escenario Principal            | Escenario Temático Reggae | Quilmes Garage       | Universo Geiser              | La Casita del Blues                     | Espacio Cba X / Córdoba Rockea |
| ------------------------------ | ------------------------- | -------------------- | ---------------------------- | --------------------------------------- | ------------------------------ |
| Las Pastillas del Abuelo       | Don Carlos                | Pez                  | Francisca y los Exploradores | Sax Gordon                              | Hammer                         |
| Skay y Los Fakires             | Los Pericos Andrew Tosh   | The Flying Eyes      | Massacre                     | Walking Blues Déborah Dixon Patán Vidal | Eterna Agonía                  |
| Creedence Clearwater Revisited | Los Cafres                | Humo Del Cairo       | Rayos Láser                  | Bex Marshall                            | New Indians                    |
| Ciro y Los Persas              | Zona Ganjah               | GTX                  | Ibiza Pareo                  | Lorena Gómez & Mojo Boogie's            | Los Navarros                   |
| Las Pelotas                    | Dancing Mood              | Banda de la Muerte   | Airbag                       | Jams Sessions                           | EK                             |
| El Bordo                       | Roddy Radiation           | Hijo de la Tormenta  | Walter Domínguez             |                                         | Juan Terrenal                  |
| Sueño de Pescado               | Gondwana                  | Octafonic            | Shona                        |                                         | Astenia                        |
| Nagual                         | Guachupé                  | Todo Aparenta Normal | Violeta Castillo             |                                         | Paris Paris Musique            |
| Ojos Locos                     | Fanko                     | Coya                 | Limón                        |                                         | Santa Kim                      |
| Vaquero Negro                  | Tapones de Punta          | Smoke Sellers        |                              |                                         | Cith                           |
|                                |                           | Escalópez            |                              |                                         | Alvacío                        |
|                                |                           |                      |                              |                                         | Convoi                         |
|                                |                           |                      |                              |                                         | Soyh                           |
|                                |                           |                      |                              |                                         | Cristales                      |
|                                |                           |                      |                              |                                         | Funcircus                      |
|                                |                           |                      |                              |                                         | Voladores                      |
|                                |                           |                      |                              |                                         | Pvlso                          |

| Domingo 11 de febrero           | Domingo 11 de febrero    | Domingo 11 de febrero | Domingo 11 de febrero | Domingo 11 de febrero                | Domingo 11 de febrero          |
| Escenario Principal             | Escenario Temático Heavy | Quilmes Garage        | Universo Geiser       | La Casita del Blues                  | Espacio Cba X / Córdoba Rockea |
| ------------------------------- | ------------------------ | --------------------- | --------------------- | ------------------------------------ | ------------------------------ |
| Los Gardelitos                  | Ácido Argentino          | Militantes del Clímax | Banda de Turistas     | La Mississippi                       | Cony La Tuquera                |
| Guasones                        | Carajo                   | Indios                | Viva Elástico         | Carlos Johnson                       | La Flora Bartola               |
| The Offspring                   | Asspera                  | Louta                 | Vanthra               | Carlos Elliot Jr. Rubén Vaneskeheian | Los Monkys                     |
| Ratones Paranoicos              | Viticus                  | Usted Señalemelo      | Chuky de Ípola        | Juani Saullo                         | Armando Flores                 |
| La Vela Puerca                  | Horcas                   | Barco                 | Pilotos               | Jams Sessions                        | Cuatro al Hilo                 |
| Residente                       | Los Antiguos             | Perras on the Beach   | Piti Fernández        |                                      | Hipnótica                      |
| Los Espíritus                   | Sick Porky               | Bandalos Chinos       | Rey Hindú             |                                      | Manjar                         |
| Él Mató a un Policía Motorizado | Plan 4                   | Lo' Pibitos           | Porotta               |                                      | Vudú                           |
| Estelares                       | Sirio                    | Luca Bocci            | Conexionsitas         |                                      | Indio Márquez                  |
| La Que Faltaba                  | Patrón Control           | Tamboor               | Gruta                 |                                      | Malpaso                        |
| Uchpa                           |                          | Zevras                |                       |                                      | Las Frases de Samuel           |
|                                 |                          |                       |                       |                                      | Ardid                          |
|                                 |                          |                       |                       |                                      | Los Cocacoleros                |
|                                 |                          |                       |                       |                                      | Nina                           |
|                                 |                          |                       |                       |                                      | Jorge a Marte                  |
|                                 |                          |                       |                       |                                      | La Tico                        |